# Filderbahn-Gesellschaft

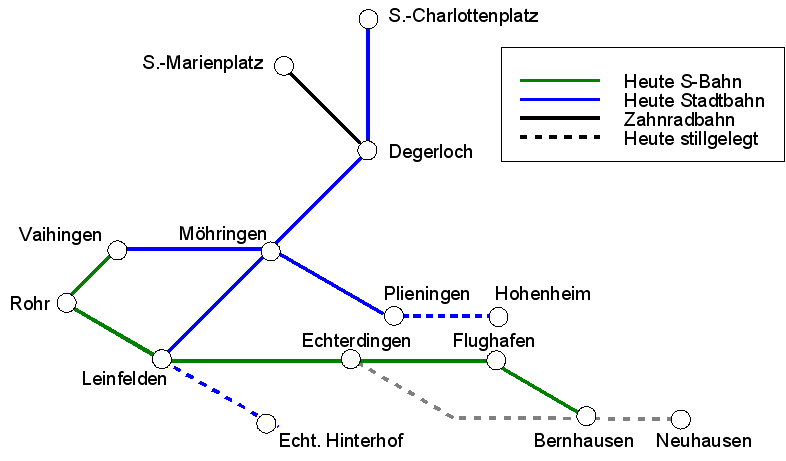
Das ehemalige Streckennetz der Filderbahn-Gesellschaft heute

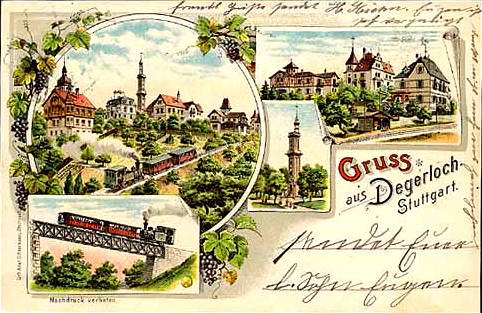
Zahnradbahn Stuttgart–Degerloch 1897

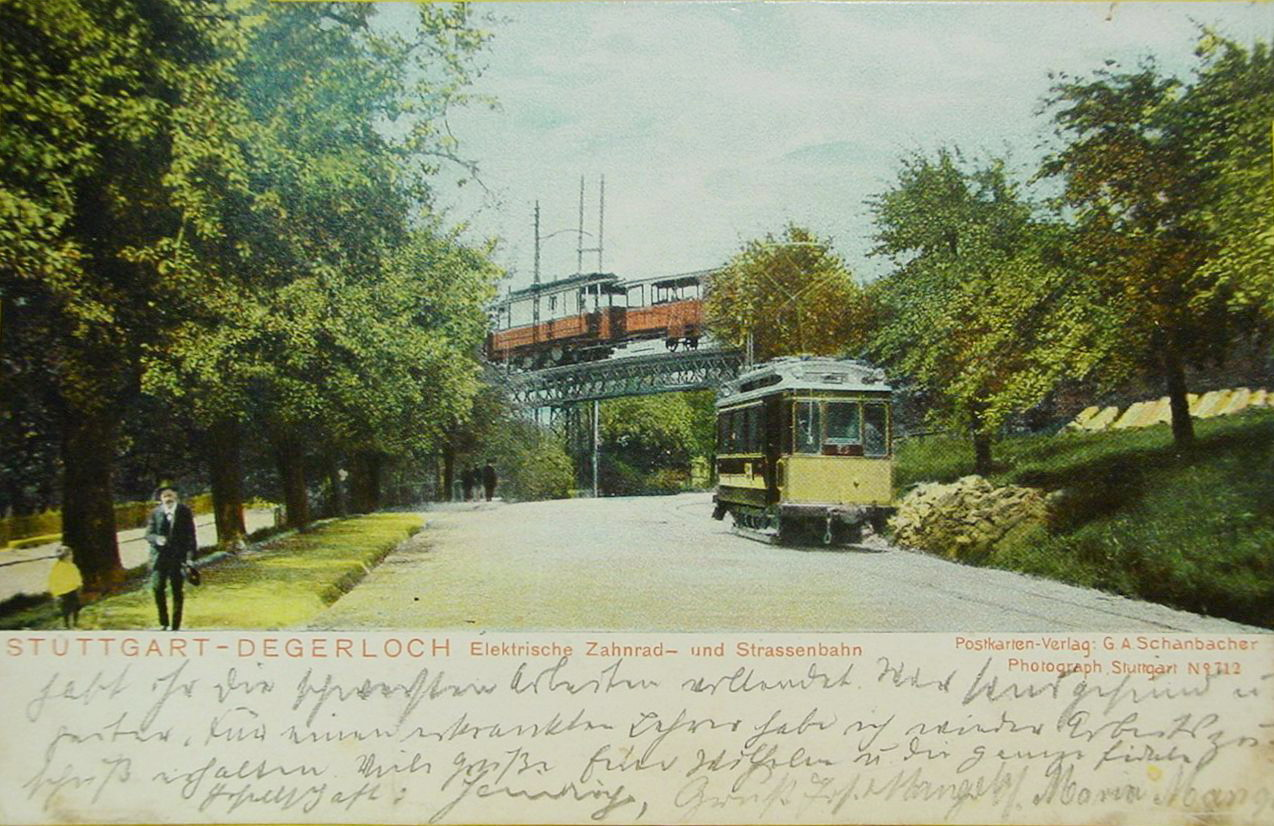
Die Neue-Weinsteige-Linie und die Zahnradbahn im Jahre 1906

Die Filderbahn-Gesellschaft, abgekürzt FBG, war eine Eisenbahngesellschaft in Württemberg. Die Privatbahn wurde am 14. Juli 1884 zur Erschließung der südlich von Stuttgart gelegenen Filder-Hochebene gegründet und betrieb mit der Zahnradbahn Stuttgart die erste Schmalspurbahn Württembergs mit Personenverkehr.
Die ordentliche Generalversammlung vom 29. Mai 1905 beschloss nach Übernahme der Konzession für die im Bau befindliche Strohgäubahn die Umfirmierung in Württembergische Nebenbahnen (WN). Diese verkaufte 1920 die Zahnradbahn und die Strecken rund um Bahnhof Möhringen an die Stadt Stuttgart. Die verbleibenden WN-Strecken sind seit 1984 Teil der Württembergischen Eisenbahn-Gesellschaft mbH.

## Vorgeschichte
Die Filder lagen Ende des 19. Jahrhunderts im Verkehrsschatten der von Stuttgart ausgehenden Schienenstrecken der Königlich Württembergischen Staats-Eisenbahnen. Da jedoch enge wirtschaftliche Beziehungen zwischen der Residenzstadt Stuttgart und den Fildergemeinden bestanden, war eine Bahnverbindung dringend erforderlich.

## Zahnradbahn Stuttgart–Degerloch
1884 machte die aufgrund privater Initiative (neben anderen von Emil von Kessler, Direktor der Maschinenfabrik Esslingen) eröffnete meterspurige Zahnradbahn von Stuttgart nach Degerloch den Anfang. Die mit einer Zahnstange nach dem System Riggenbach ausgerüstete Strecke war 1,935 Kilometer lang und gilt als „Keimzelle“ des späteren FBG-Netzes.

## Dampfstraßenbahn Degerloch–Hohenheim
Vier Jahre später kam die Adhäsionsstrecke von der Bergstation der Zahnradbahn in Degerloch nach Hohenheim hinzu. Sie bestand aus den beiden Streckenteilen Degerloch–Möhringen und Möhringen–Hohenheim. Die neue Bahn war ebenfalls meterspurig und wurde als Dampfstraßenbahn betrieben.

## Erweiterung des Netzes
Erweiterungen von Möhringen nach Vaihingen einerseits und über Echterdingen nach Neuhausen auf den Fildern andererseits folgten. Sie wurden gleichfalls meterspurig ausgeführt.
Weitere Veränderungen waren die spätere Elektrifizierung des Netzes, die teilweise Umstellung auf Normalspur sowie der 1904 fertiggestellte Bau der Neuen-Weinsteige-Linie von Degerloch nach Stuttgart.
Mit Ausnahme der Neuen-Weinsteige-Linie fand auf allen Strecken sowohl Personen- als auch Güterverkehr statt. Normalspurige Güterwagen für die schmalspurigen Strecken wurden im Staatsbahnhof Vaihingen übergeben und auf Dreischienengleisen über Möhringen bis nach Degerloch beziehungsweise Hohenheim befördert.

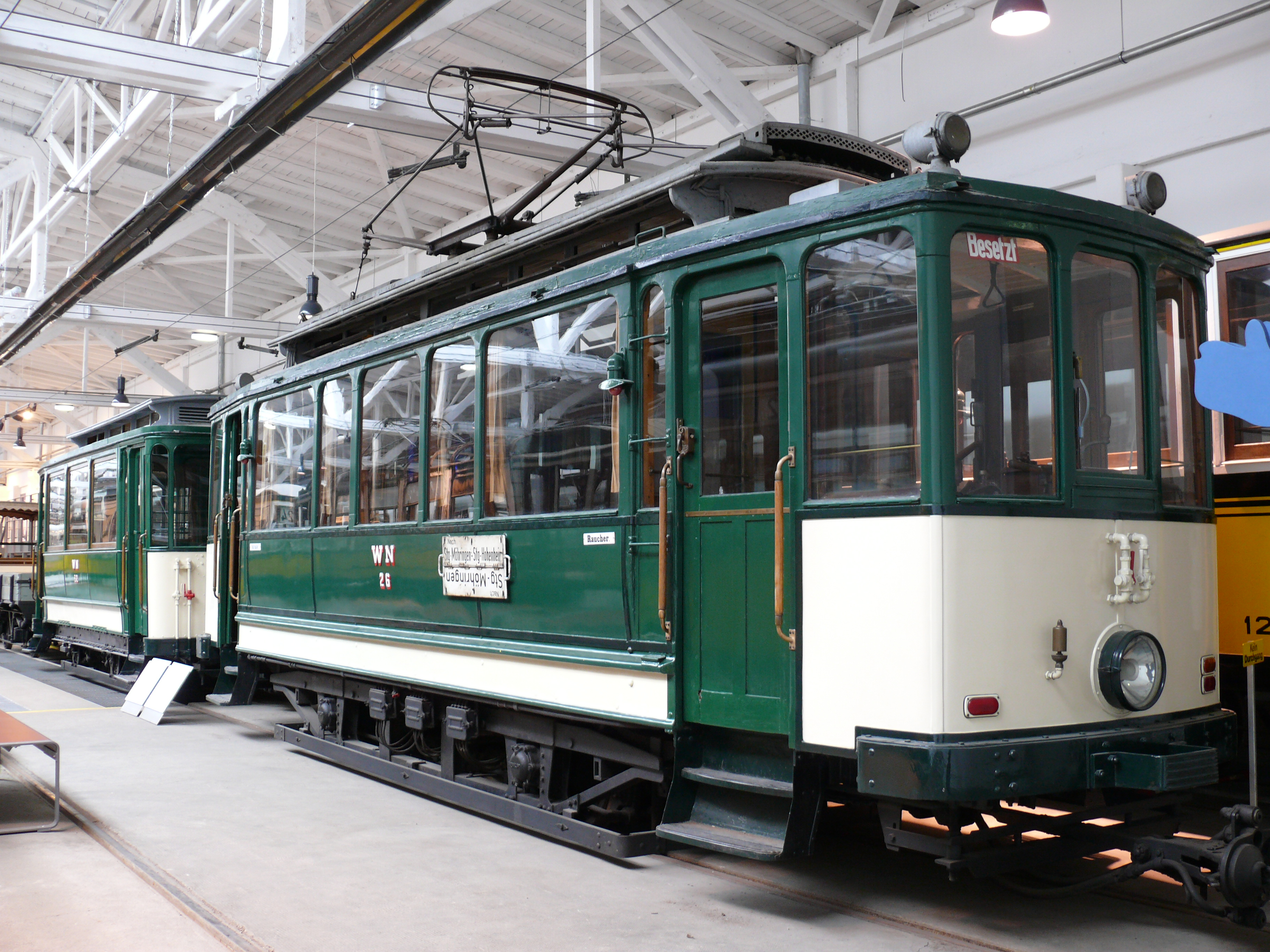
Filderbahn Triebwagen WN 26 + Beiwagen WN 32
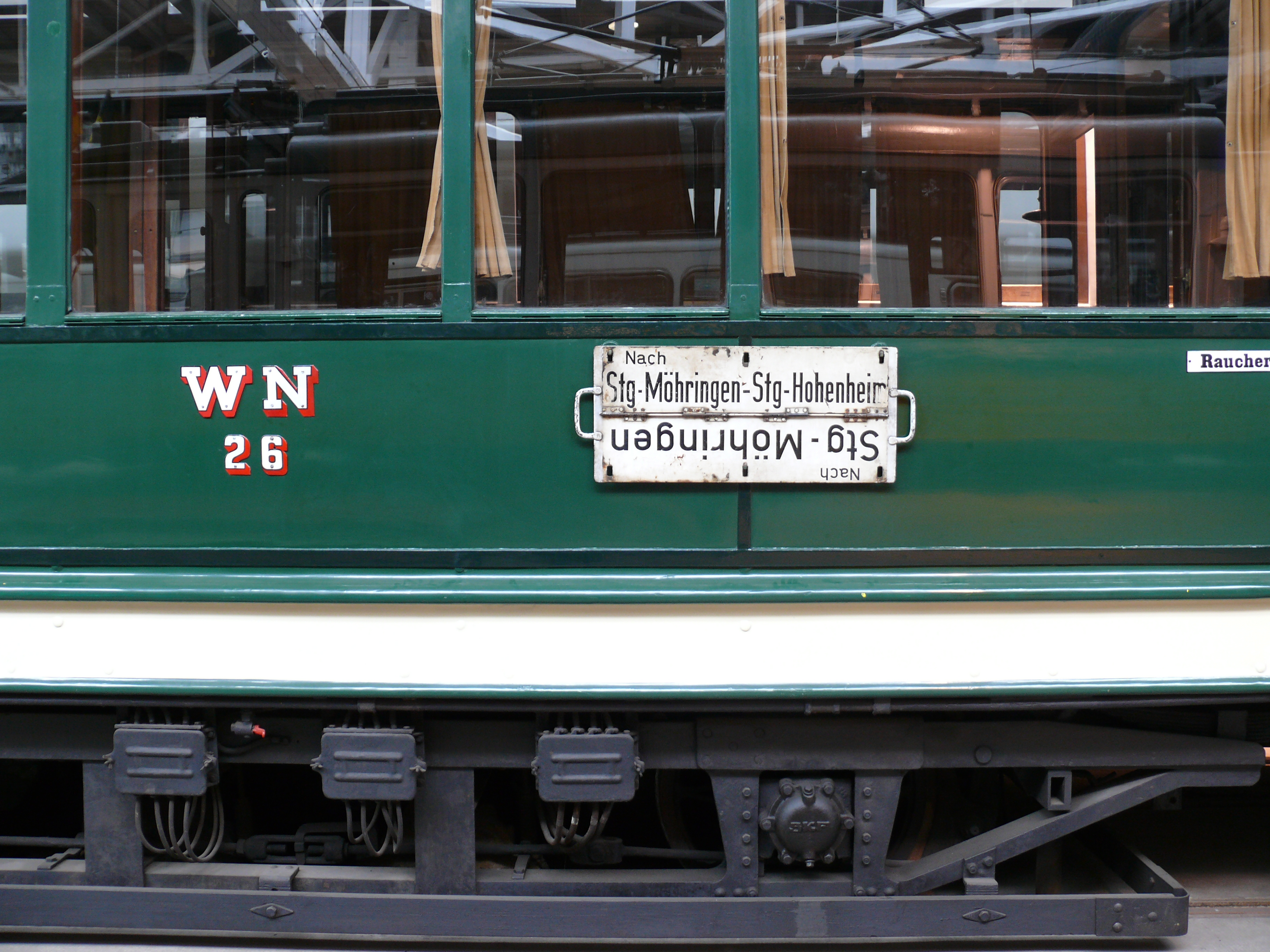
Triebwagen WN 26, Seitenansicht mit Zugzielanzeiger
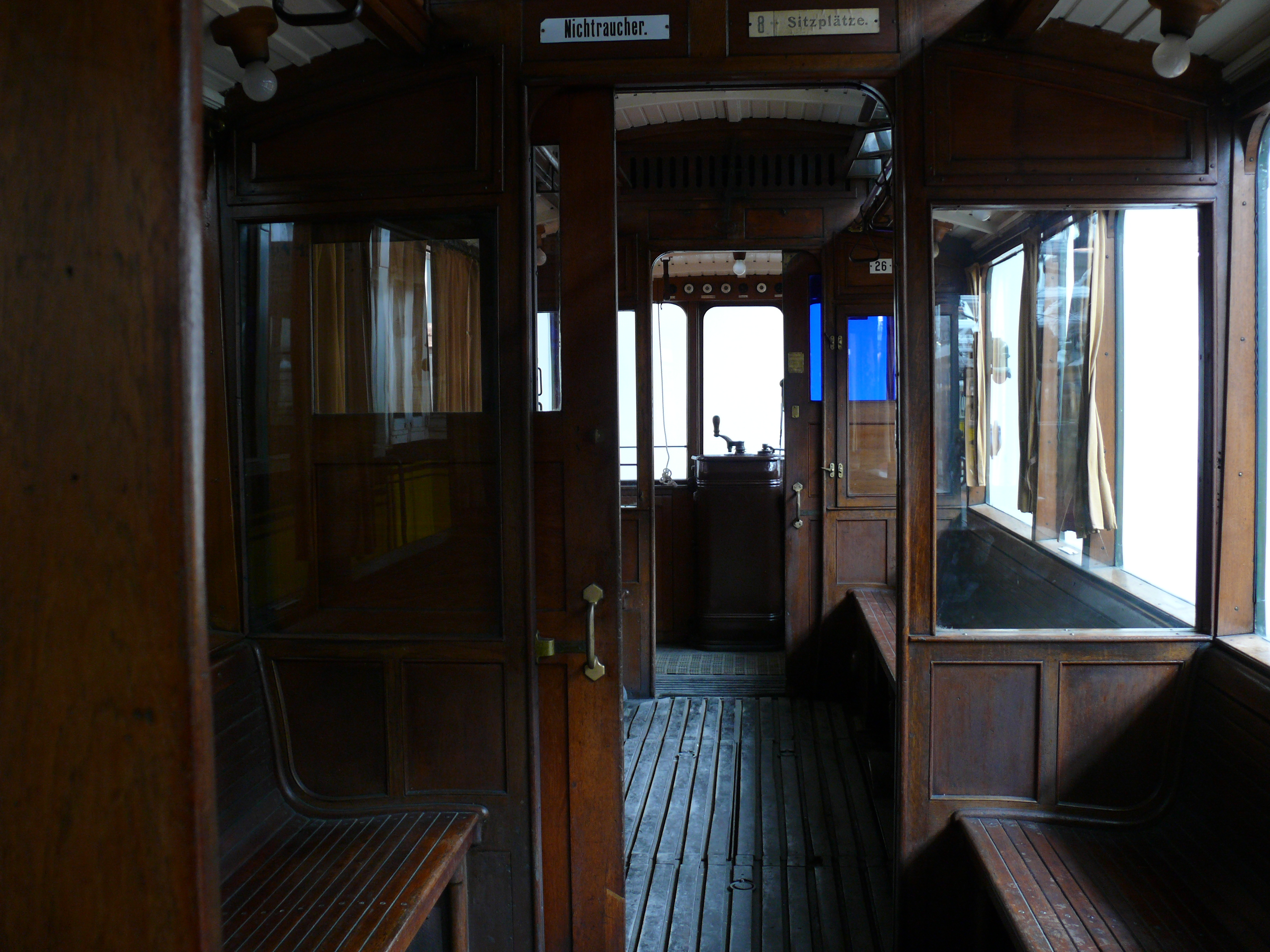
Triebwagen WN 26, Innenansicht
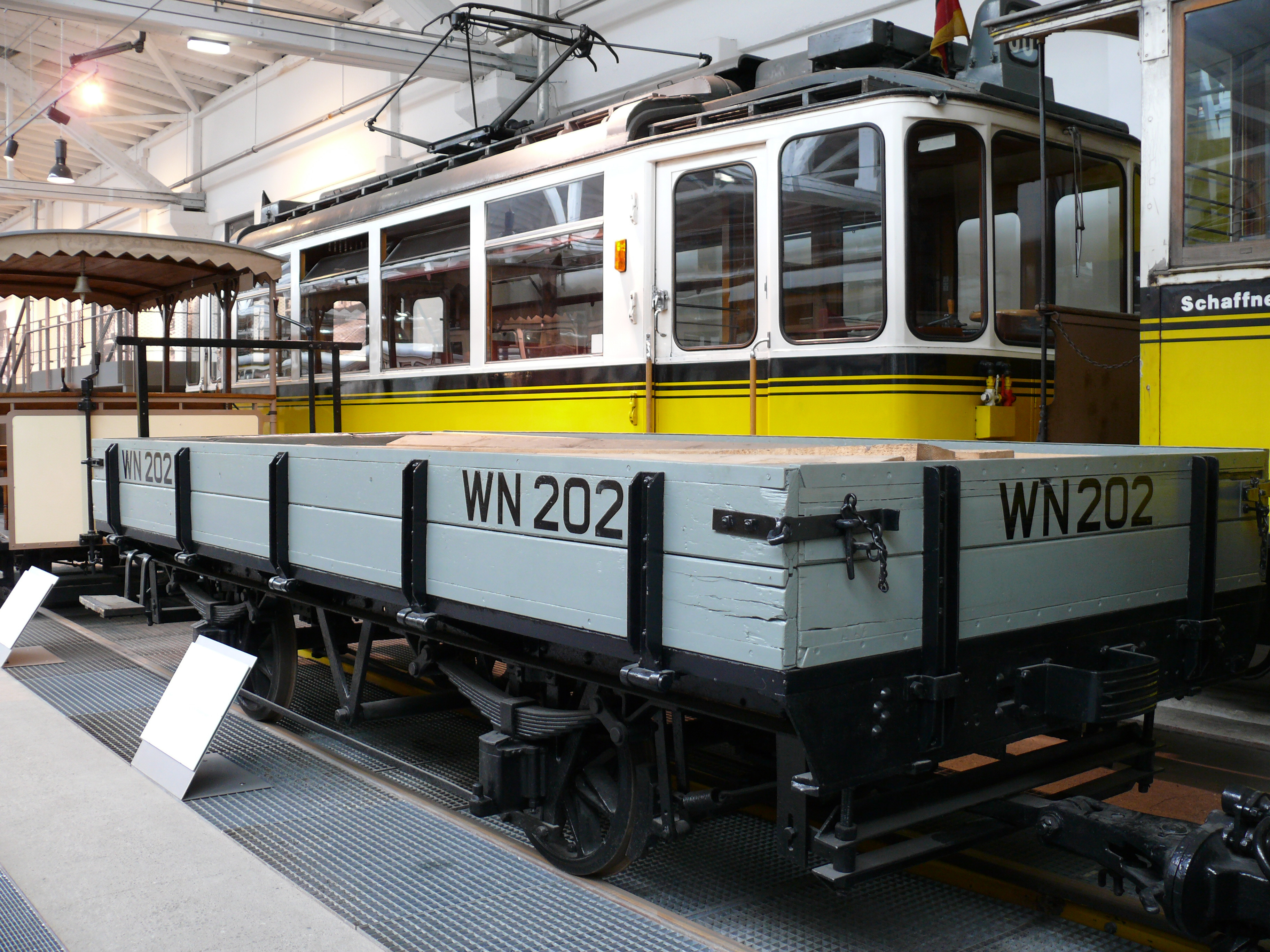
Güterwagen WN 202

## Rezeption
In Stuttgart-Möhringen erinnern der Filderbahnplatz, die Filderbahnstraße und der Filderbahnweg an die frühere Gesellschaft, in Filderstadt-Bernhausen ebenfalls die Filderbahnstraße.